# Тери Гилиъм
Терънс Ванс „Тери“ Гилиъм (на английски: Terrence Vance Gilliam) е англо-американски филмов режисьор и член на комедийната група Монти Пайтън.
Носител на 2 награди на БАФТА и номиниран за „Оскар“, „Златен глобус“, две награди „Сателит“, 4 награди „Сатурн“ и 5 награди „Хюго“.

## Анимация
Тери Гилиъм започнал като аниматор. Като се преместил в Англия, правил анимации за Do Not Adjust Your Set, а след това се присъединил към Летящия цирк на Летящия цирк на Монти Пайтън, когато шоуто било създадено. Като американец, той бил единственият член, който не е от Англия. Анимациите на Гилиъм за Монти Пайтън имат много отличителен стил. Той смесвал собствените си рисунки с фонове и изрязани фигури от стари снимки или картини.

## Режисура
Филмите му имат отличителни черти, които често проличават и от само кратък клип. Гилиъм си е изградил репутация на създател на много скъпи филми с проблеми. След „Бразилия“, следващият филм на Гилиъм „Приключенията на барон Мюнхаузен“ струвал 46 милиона долара, а спечелил само 8 милиона от продадени билети. Десетилетие по-късно, Гилиъм започнал да снима „Мъжът, който уби Дон Кихот“ с бюджет 32,1 милиона долара, един от най-скъпите филми само с европейско финансиране; но на първата седмица от снимките актьорът, който играе Дон Кихот имал проблеми с физическото здраве и целият филм бил спрян, което довело до иск за 15 милиона долара. Няколко години по-късно внезапната смърт на Хийт Леджър наложила временно спиране на продукцията за новия филм на Гилиъм, Сделката на доктор Парнасъс. За щастие това не попречило за завършването на лентата и ролята на Леджър била допълнена от Джони Деп, Джуд Лоу и Колин Фарел.

## Избрана филмография
- „А сега нещо напълно различно“ (1971)
- „Монти Пайтън и Светия граал“ (сърежисьор с Тери Джоунс) (1975)
- „Jabberwocky“ (1977)
- „Бандити на времето“ (1981)
- „Бразилия“ (1985)
- „Приключенията на барон Мюнхаузен“ (1988)
- „Кралят на рибарите“ (1991)
- „Дванайсет маймуни“ (1995)
- „Страх и ненавист в Лас Вегас“ (1998)
- „Братя Грим“ (2005)
- „Земя на приливите“ (2006)
- „Сделката на доктор Парнасъс“ (режисьор и съсценарист) (2009)